# Gojnik (książę serbski)
Gojnik – książę serbski z dynastii Wyszesławiców panujący w połowie IX wieku, syn księcia Włastimira.
Po śmierci ojca objął rządy razem z braćmi, Muncimirem i Strojimirem. Około 870 roku bracia wspólnie odparli najazd chana bułgarskiego Borysa I Michała. Po tym wydarzeniu doszło do konfliktu wewnętrznego, w wyniku którego Muncimir uwięził Gojnika i Stoijimira, a następnie odesłał ich jako jeńców do Bułgarii. Syn Gojnika, Piotr Gojniković, pozostał jako zakładnik w rękach Muncimira, udało mu się jednak zbiec do Chorwatów. Około 891/892 roku dzięki wsparciu chorwackiemu obalił syna Muncimira, Pribisława, i przejął tron serbski.